# Oost-Armeens
Het Oost-Armeens (Armeens : արևելահայերեն) is een van de twee moderne standaardtalen van het Armeens. Deze Indo-Europese taal wordt tegenwoordig voornamelijk gesproken in het hooggebergte Kaukasus, het huidige Armenië en Iran.
De taal is ontstaan in het begin van de 19e eeuw en is gebaseerd op dialect uit het district Ararat (van Russisch-Armenië).
Oudarmeens · Oost-Armeens · West-Armeens